# Franz Serafikus Nißl
Franz Serafikus Nißl (auch Franz Seraph, Franz Seraphicus, Franz Seraphikus; auch Nissl; auch Franz Nißl der Jüngere; * 4. September 1771 in Fügen; † 14. Juni 1855 ebenda) war ein österreichischer Bildhauer.

## Leben
Franz Serafikus Nißl erhielt seine erste Ausbildung von seinem Onkel Franz Xaver Nißl in Fügen und ab 1787 beim Bildhauer Gratl in Innsbruck. 1790 lernte er in München bei Roman Anton Boos und an der Akademie der Bildenden Künste. 1794 war er als Gehilfe Urban Kliebers in Innsbruck tätig. 1796 arbeitete er in einer Augsburger Werkstätte und besuchte die dortige Akademie, wo er eine Auszeichnung erhielt. 1797 war er in Passau und arbeitete mit Christian Jorhan dem Jüngeren an Marmorgrabmälern, daneben besuchte er die von Joseph Bergler dem Jüngeren geleitete Zeichenschule. 1798 kehrte er nach Tirol zurück und arbeitete in der Werkstatt seines Onkels, die er nach dessen Tod 1804 weiterführte.
Nißl schuf hauptsächlich religiöse Skulpturen, insbesondere Kruzifixe, in Holz, daneben  bemalte Gipsabgüsse und Porträts in Medaillenform. Sein Stil steht zwischen dem akademischen Klassizismus des ausgehenden 18. Jahrhunderts und der aufkommenden gefühlsbetonten religiösen Kunst der Nazarener.

## Werke

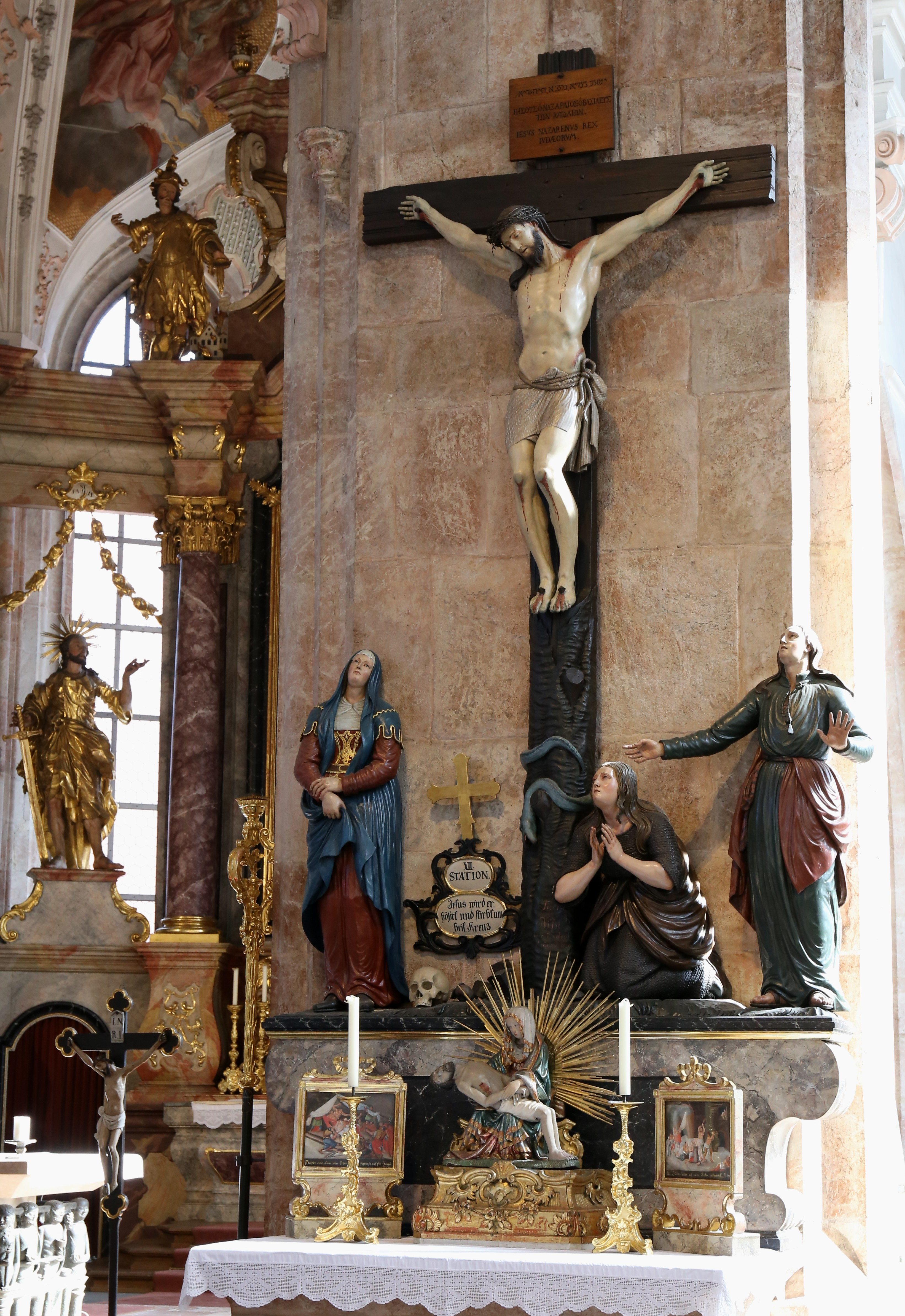
Kreuzigungsgruppe, Pfarrkirche Rattenberg

- Hochaltarstatuen hll. Antonius und Hieronymus, Pfarrkirche Hallein, 1798
- Kruzifix, Pfarrkirche Volders, um 1800[1]
- Kruzifix, Pfarrkirche Münster, 1820[2]
- Kruzifix in der Vorhalle und Figur der Mater dolorosa, Vorhalle der Sebastianskirche, Salzburg, um 1820
- Kruzifix mit Mater dolorosa, Pfarrkirche Zell am Ziller, um 1820 (zugeschrieben)
- Kreuzigungsgruppe, Pfarrkirche Rattenberg, 1829[3]
- Mirakelkreuz, Uderns, um 1830 (zugeschrieben)[4]
- Kreuzigungsgruppe, Pfarrkirche Stumm, 1842[5]
- Kreuzigungsgruppe, Widum Fügen, 1844[6]
- Kreuzigungsgruppe am rechten Seitenaltar, Pfarrkirche Brixlegg, 1849[7]
- Schmerzensmann, Pfarrkirche Fügen[6]
- Figuren der Maria Magdalena und des hl. Petrus, Pfarrkirche Neustift im Stubaital[8]